# Mine de Muruntau
 (mars 2025).
La mine de Muruntau est une mine à ciel ouvert d'or, située en Ouzbékistan. Sa production a débuté en 1967.